# Ibrahim Rabimov
Ibrahim Rabimov (sinh ngày 3 tháng 8 năm 1987) là một cầu thủ bóng đá Tajikistan thi đấu ở vị trí tiền vệ cho FK Khujand. Anh là thành viên của Đội tuyển bóng đá quốc gia Tajikistan.

## Thống kê sự nghiệp

### Quốc tế
| Tajikistan | Tajikistan | Tajikistan |
| Năm        | Số trận    | Bàn thắng  |
| ---------- | ---------- | ---------- |
| 2004       | 1          | 0          |
| 2005       | 0          | 0          |
| 2006       | 7          | 2          |
| 2007       | 4          | 0          |
| 2008       | 2          | 0          |
| 2009       | 1          | 1          |
| 2010       | 7          | 2          |
| 2011       | 11         | 2          |
| 2012       | 2          | 0          |
| 2013       | 3          | 0          |
| 2014       | 4          | 0          |
| 2015       | 3          | 0          |
| Tổng       | 45         | 7          |

Thống kê chính xác đến trận đấu diễn ra ngày 11 tháng 6 năm 2015

## Danh hiệu

### Câu lạc bộ
Aviator Bobojon Ghafurov/Parvoz Bobojon Ghafurov
- Cúp bóng đá Tajikistan (1): 2004

Regar-TadAZ Tursunzoda
- Giải bóng đá vô địch quốc gia Tajikistan (3): 2006, 2007, 2008
- Cúp bóng đá Tajikistan (1): 2006

Istiklol
- Giải bóng đá vô địch quốc gia Tajikistan (1): 2011
- Cúp bóng đá Tajikistan (1): 2013
- Cúp Chủ tịch AFC (1): 2012

### Quốc tế
Tajikistan
- Cúp Challenge AFC (1): 2006